# Giochi della VII Olimpiade
I Giochi della VII Olimpiade (in olandese: Spelen van de VIIe Olympiade, in francese: Jeux de la VIIe olympiade), noti anche come Anversa 1920, si svolsero ad Anversa, in Belgio, dal 14 agosto al 12 settembre 1920. In precedenza, dal 23 al 30 aprile, si erano svolti, sempre ad Anversa, i tornei olimpici di hockey e pattinaggio su ghiaccio.

## Assegnazione
Nel 1919, dopo la cancellazione dei Giochi olimpici che avrebbero dovuto svolgersi a Berlino tre anni prima, si scelse di affidare a una delle nazioni più colpite dalla Grande Guerra, il Belgio, l'organizzazione dei Giochi del 1920, ambiti anche da città come Roma, Budapest, Amsterdam e Lione: la scelta ricadde invece su Anversa.

## Sviluppo e preparazione

### Organizzazione
Era stata presa la decisione di escludere dai Giochi Germania, Austria, Ungheria, Bulgaria e Turchia, Paesi sconfitti nella prima guerra mondiale; la Germania verrà esclusa anche dai Giochi olimpici di Parigi del 1924. La Russia, invitata a partecipare, rifiutò per motivi politici, partecipando per la prima volta soltanto dal 1952.
Anche se non mancarono i problemi economici e di infrastrutture di un Belgio sulla via della ricostruzione, questa edizione dei Giochi riscosse un discreto successo, non tanto tra il pubblico quanto tra la critica, anche perché mai come prima diventarono portatori di valori positivi: fu ad Anversa che per la prima volta venne recitato il Giuramento olimpico, scritto dallo stesso Pierre de Coubertin e pronunciato dallo schermidore belga, già pallanuotista, Victor Boin. Sempre ad Anversa fece il suo debutto la bandiera olimpica e la tradizione che vede liberare delle colombe bianche durante la cerimonia d'apertura, a simboleggiare la pace.
Così come già avvenuto ai Giochi di Londra nel 1908, anche ad Anversa venne organizzata una settimana dedicata agli sport invernali: si tenne così il secondo torneo olimpico di pattinaggio di figura e il primo per l'hockey su ghiaccio, valido anche come primo campionato del mondo. Aumentarono inoltre le gare di nuoto e, soprattutto, di tiro (ventuno prove), al punto che qualcuno commentò: «Ad Anversa si è sparato più che a Verdun»; vennero invece depennati i salti da fermo. Per la prima volta gli atleti italiani si presentarono alla manifestazione in tenuta azzurra.
Non mancarono gli episodi curiosi. La squadra di pallanuoto italiana, all'esordio, rinunciò a terminare la partita poiché la temperatura dell'acqua della piscina era troppo fredda. Inoltre, durante un'interminabile gara di tennis (14-12, 6-8, 5-7, 6-4, 6-4; la regola del tie-break non era stata ancora concepita) tra lo statunitense Lowe e il greco Zerlentis si assistette all'ammutinamento dei raccattapalle, troppo affamati per continuare.
Durante la premiazione del marciatore milanese Ugo Frigerio, alla presenza di re Alberto del Belgio, la banda che doveva eseguire l'inno italiano pare avesse perso lo spartito della Marcia Reale. Per cavarsi d'impaccio, il direttore passò voce ai bandisti di suonare 'O Sole mio, da tutti conosciuta a memoria, e immediatamente l'esecuzione venne seguita a gran voce dagli spettatori dello stadio.

### Sedi di gara
Da segnalare il fatto che una gara di vela fu effettuata in acque olandesi, perché considerate di una qualità superiore. Questo fatto insolito di Giochi olimpici svolti in due Stati diversi si ripeterà in maniera più accentuata anche ai Giochi di Melbourne 1956.

#### Anversa
- Anversa (ciclismo)
- Beerschot Tennis Club (tennis)
- Beverloo Camp (tiro a segno)

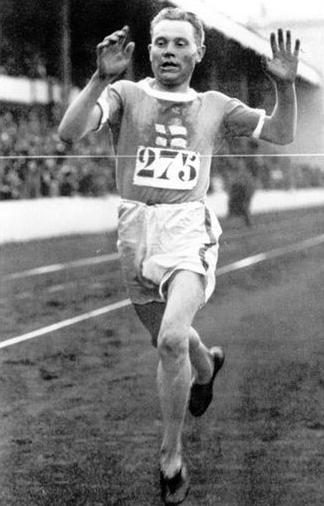
Paavo Nurmi ad Anversa nel 1920

- Canale marittimo da Bruxelles alla Schelda (canottaggio)
- Campo militare di Hoogboom (tiro a segno)
- Nachtegalen Park (tiro con l'arco)
- Palais de Glace d'Anvers – Pattinaggio artistico, hockey su ghiaccio
- Palazzo d'Egmont  (scherma)
- Stade Nautique d'Antwerp (tuffi, nuoto, pallanuoto)
- Stadio Olimpico (atletica leggera, calcio, equitazione, ginnastica, hockey su prato, lotta, pentathlon moderno, rugby, tiro alla fune)
- Stadion Broodstraat (calcio)
- Vélodrome d'Anvers Zuremborg (ciclismo su pista)
- Zoo di Anversa (pugilato, lotta)

#### Altre sedi
- IJ (Amsterdam, vela)
- Joseph Marien Stadium (Bruxelles, calcio)
- Jules Ottenstadion (Gand, calcio)
- Ostenda (polo, vela)

## I Giochi

### Partecipanti

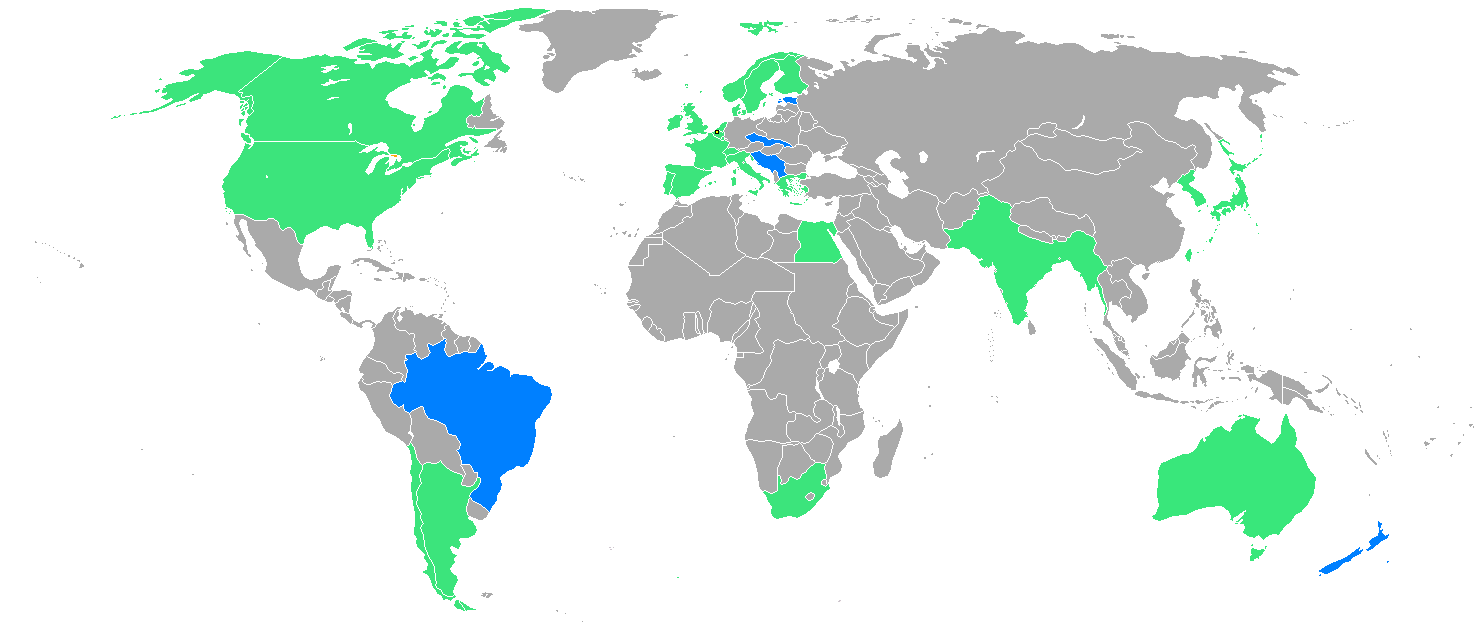
Nazioni partecipanti ai giochi del 1920

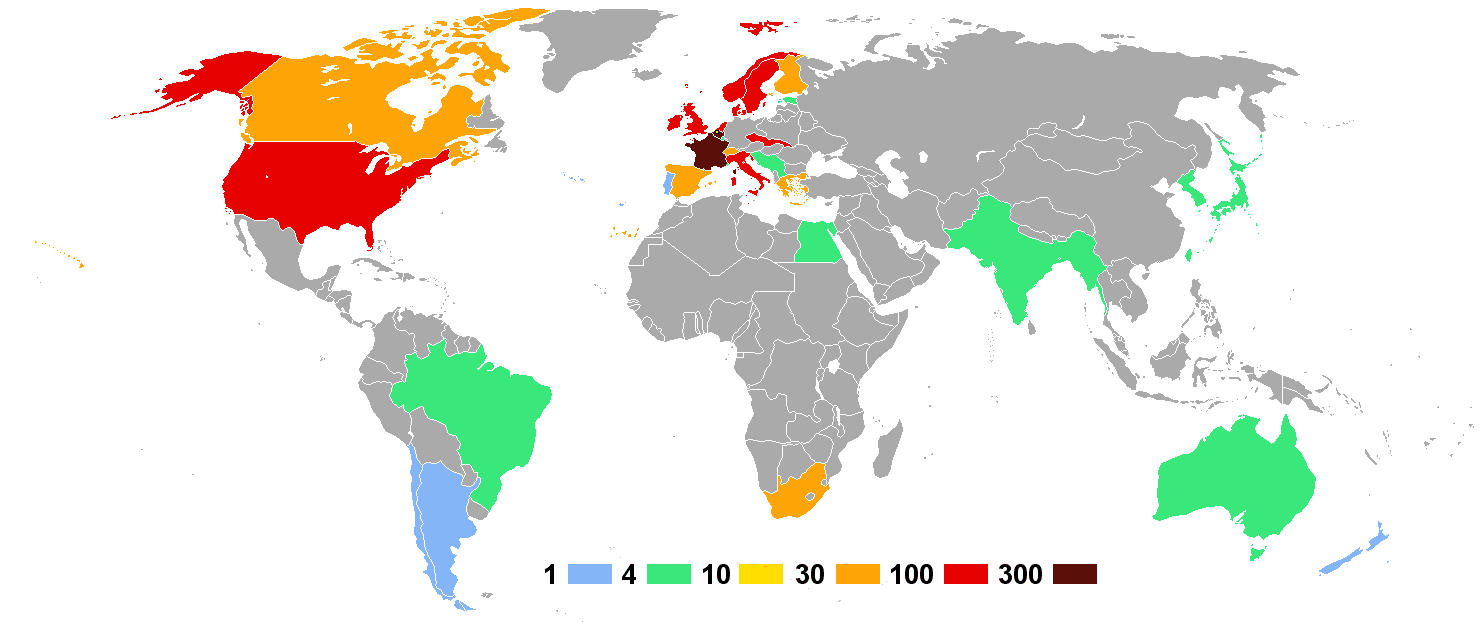
Numero di atleti per paese

Ai Giochi di Anversa hanno partecipato atleti provenienti da 29 paesi, uno in più della precedente edizione.
Furono esclusi i paesi che avevano portato allo scoppio della Prima guerra mondiale e da cui erano usciti sconfitti quindi Germania, Austria, Ungheria, Bulgaria e Impero ottomano, mentre non parteciparono Polonia e Unione Sovietica, impegnati nella Guerra sovietico-polacca.
Dei nuovi stati costituiti in seguito al conflitto mondiale parteciparono solo Estonia e Cecoslovacchia, che prese il posto del Regno di Boemia. Tra i paesi alla prima partecipazione figurano Brasile, Principato di Monaco, Regno di Jugoslavia e Nuova Zelanda, che nel 1908 e nel 1912 aveva partecipato insieme all'Australia.
Di seguito l'elenco dei paesi partecipanti, fra parentesi è indicato il numero di atleti iscritti:
- Argentina (1)
- Australia (13)
- Belgio (336)
- Brasile (19)
- Canada (53)
- Cecoslovacchia (121)
- Cile (2)
- Danimarca (154)
- Egitto (22)
- Estonia (14)
- Finlandia (63)
- Francia (304)
- Giappone (15)
- Grecia (57)
- India Britannica (5)
- Italia (174)
- Jugoslavia (15)
- Lussemburgo (25)
- Monaco (4)
- Paesi Bassi (113)
- Nuova Zelanda (4)
- Norvegia (194)
- Portogallo (13)
- Regno Unito (235)
- Spagna (32)
- Sudafrica (39)
- Stati Uniti (288)
- Svezia (260)
- Svizzera (77)

- Sotto la bandiera del Dominion di Terranova tra gli iscritti figura anche il maratoneta Eric Robertson, ma in assenza di un comitato olimpico ufficiale, la sua nazionalità non venne confermata e gareggiò per il Regno Unito.

### Discipline

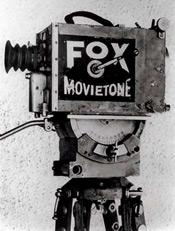
I Giochi di Londra (durata: 7'51".)

| Sport                 | Disciplina            | Maschile | Femminile | Misti | Totali |
| --------------------- | --------------------- | -------- | --------- | ----- | ------ |
| Atletica leggera      | Atletica leggera      | 29       |           |       | 29     |
| Calcio                | Calcio                | 1        |           |       | 1      |
| Canottaggio           | Canottaggio           | 5        |           |       | 5      |
| Ciclismo              | Ciclismo su pista     | 4        |           |       | 4      |
| Ciclismo              | Ciclismo su strada    | 2        |           |       | 2      |
| Ciclismo              | Totale                | 6        |           |       | 6      |
| Equitazione           | Equitazione           | 7        |           |       | 7      |
| Ginnastica            | Ginnastica            | 4        |           |       | 4      |
| Hockey su ghiaccio    | Hockey su ghiaccio    | 1        |           |       | 1      |
| Hockey su prato       | Hockey su prato       | 1        |           |       | 1      |
| Lotta (dettagli)      | Lotta libera          | 5        |           |       | 5      |
| Lotta (dettagli)      | Lotta greco-romana    | 5        |           |       | 5      |
| Lotta (dettagli)      | Totale                | 10       |           |       | 10     |
| Pattinaggio di figura | Pattinaggio di figura | 1        | 1         | 1     | 3      |
| Pentathlon moderno    | Pentathlon moderno    | 1        |           |       | 1      |
| Polo                  | Polo                  | 1        |           |       | 1      |
| Pugilato              | Pugilato              | 8        |           |       | 8      |
| Rugby                 | Rugby                 | 1        |           |       | 1      |
| Scherma               | Scherma               | 6        |           |       | 6      |
| Sollevamento pesi     | Sollevamento pesi     | 5        |           |       | 5      |
| Sport acquatici       | Nuoto (dettagli)      | 7        | 3         |       | 10     |
| Sport acquatici       | Pallanuoto (dettagli) | 1        |           |       | 1      |
| Sport acquatici       | Tuffi (dettagli)      | 3        | 2         |       | 5      |
| Sport acquatici       | Totale                | 11       | 5         |       | 16     |
| Tennis                | Tennis                | 2        | 2         | 1     | 5      |
| Tiro                  | Tiro                  | 21       |           |       | 21     |
| Tiro alla fune        | Tiro alla fune        | 1        |           |       | 1      |
| Tiro con l'arco       | Tiro con l'arco       | 10       |           |       | 10     |
| Vela                  | Vela                  | 13       |           | 1     | 14     |
| Totale (22 sport)     | (26 discipline)       | 145      | 8         | 3     | 156    |

### Calendario degli eventi
| ● | Cerimonia d'apertura |  | Competizioni |  | Finali | ● | Cerimonia di chiusura |

| Aprile                | Aprile                | Ven | Sab | Dom | Lun | Mar | Mer | Gio | Totale |
| Aprile                | Aprile                | 23  | 24  | 25  | 26  | 27  | 28  | 29  | Totale |
| --------------------- | --------------------- | --- | --- | --- | --- | --- | --- | --- | ------ |
| Hockey su ghiaccio    | Hockey su ghiaccio    |     |     |     | 1   |     | 1   |     | 1      |
| Pattinaggio di figura | Pattinaggio di figura |     |     | 1   | 1   | 1   |     |     | 3      |
| Aprile                | Aprile                | Ven | Sab | Dom | Lun | Mar | Mer | Gio | Totale |
| Aprile                | Aprile                | 23  | 24  | 25  | 26  | 27  | 28  | 29  | Totale |

| Luglio / Agosto | Luglio / Agosto | Mer | Gio | Ven | Sab | Dom | Lun | Mar | ... | Gio | Ven | Sab | Dom | Lun | Mar | Mer | Gio | Ven | Sab | Dom | Lun | Mar | Gio | Ven | Sab | Dom | Lun | Mar | Gio | Ven | Sab | Totale |
| Luglio / Agosto | Luglio / Agosto | 7   | 8   | 9   | 10  | 11  | 12  | 13  | ... | 22  | 23  | 24  | 25  | 26  | 27  | 28  | 29  | 30  | 31  | 1   | 2   | 3   | 4   | 5   | 6   | 7   | 8   | 9   | 10  | 11  | 12  | Totale |
| --------------- | --------------- | --- | --- | --- | --- | --- | --- | --- | --- | --- | --- | --- | --- | --- | --- | --- | --- | --- | --- | --- | --- | --- | --- | --- | --- | --- | --- | --- | --- | --- | --- | ------ |
| Ciclismo        | Ciclismo        |     |     |     |     |     |     |     | ... |     |     |     |     |     |     |     |     |     |     |     |     |     |     |     |     |     |     | 1   | 3   |     | 2   | 6      |
| Lotta libera    | Lotta libera    |     |     |     |     |     |     |     | ... |     |     |     |     |     | 5   |     |     |     |     |     |     |     |     |     |     |     |     |     |     |     |     | 5      |
| Pallanuoto      | Pallanuoto      |     |     |     |     |     |     | 1   | ... |     |     |     |     |     |     |     |     |     |     |     |     |     |     |     |     |     |     |     |     |     |     | 1      |
| Polo            | Polo            |     |     |     |     |     |     |     | ... |     |     |     |     |     |     |     |     |     | 1   |     |     |     |     |     |     |     |     |     |     |     |     | 1      |
| Tiro            | Tiro            |     |     |     |     |     |     |     | ... |     | 1   | 1   |     | 2   | 2   |     | 3   | 3   | 2   |     | 5   | 2   |     |     |     |     |     |     |     |     |     | 21     |
| Tiro con l'arco | Tiro con l'arco |     |     |     |     |     |     |     | ... |     |     |     |     |     |     |     |     |     |     |     |     | 4   |     | 6   |     |     |     |     |     |     |     | 10     |
| Vela            | Vela            |     |     |     | 14  |     |     |     | ... |     |     |     |     |     |     |     |     |     |     |     |     |     |     |     |     |     |     |     |     |     |     | 14     |
| Medaglie        | Medaglie        |     |     |     | 14  |     |     | 1   | ... |     | 1   | 1   |     | 2   | 7   |     | 3   | 3   | 3   |     | 5   | 6   |     | 6   |     |     |     | 1   | 3   |     | 2   | 58     |
| Luglio / Agosto | Luglio / Agosto | Mer | Gio | Ven | Sab | Dom | Lun | Mar | ... | Gio | Ven | Sab | Dom | Lun | Mar | Mer | Gio | Ven | Sab | Dom | Lun | Mar | Gio | Ven | Sab | Dom | Lun | Mar | Gio | Ven | Sab | Totale |
| Luglio / Agosto | Luglio / Agosto | 7   | 8   | 9   | 10  | 11  | 12  | 13  | ... | 22  | 23  | 24  | 25  | 26  | 27  | 28  | 29  | 30  | 31  | 1   | 2   | 3   | 4   | 5   | 6   | 7   | 8   | 9   | 10  | 11  | 12  | Totale |

| Agosto / Settembre    | Agosto / Settembre    | Dom | Lun | Mar | Mer | Gio | Ven | Sab | Dom | Lun | Mar | Mer | Gio | Ven | Sab | Dom | Lun | Mar | Mer | Gio | Ven | Sab | Lun | Mar | Mer | Gio | Ven | Sab | Dom | Lun | Totale |
| Agosto / Settembre    | Agosto / Settembre    | 15  | 16  | 17  | 18  | 19  | 20  | 21  | 22  | 23  | 24  | 25  | 26  | 27  | 28  | 29  | 30  | 31  | 1   | 2   | 3   | 4   | 5   | 6   | 7   | 8   | 9   | 10  | 11  | 12  | Totale |
| --------------------- | --------------------- | --- | --- | --- | --- | --- | --- | --- | --- | --- | --- | --- | --- | --- | --- | --- | --- | --- | --- | --- | --- | --- | --- | --- | --- | --- | --- | --- | --- | --- | ------ |
| Cerimonia d'apertura  | Cerimonia d'apertura  |     |     |     |     |     | ●   |     |     |     |     |     |     |     |     |     |     |     |     |     |     |     |     |     |     |     |     |     |     |     |        |
| Atletica leggera      | Atletica leggera      | 1   | 3   | 3   | 5   | 6   | 2   | 5   | 3   |     |     |     |     |     |     |     |     |     |     |     |     |     |     |     |     |     |     |     |     |     | 29     |
| Calcio                | Calcio                |     |     |     |     |     |     |     |     |     |     |     |     |     |     |     |     |     |     | 1   |     |     | 1   |     |     |     |     |     |     |     | 1      |
| Canottaggio           | Canottaggio           |     |     |     |     |     |     |     |     |     |     |     |     |     |     | 5   |     |     |     |     |     |     |     |     |     |     |     |     |     |     | 5      |
| Equitazione           | Equitazione           |     |     |     |     |     |     |     |     |     |     |     |     |     |     |     |     |     |     |     |     |     |     |     |     |     | 1   | 2   | 2   | 2   | 7      |
| Ginnastica            | Ginnastica            |     |     |     |     | 1   |     | 2   | 1   |     |     |     |     |     |     |     |     |     |     |     |     |     |     |     |     |     |     |     |     |     | 4      |
| Hockey su prato       | Hockey su prato       |     |     |     |     |     |     |     |     |     |     |     |     |     |     |     |     |     |     |     |     |     |     |     |     |     |     |     |     |     | 1      |
| Lotta greco-romana    | Lotta greco-romana    |     |     |     |     |     | 5   |     |     |     |     |     |     |     |     |     |     |     |     |     |     |     |     |     |     |     |     |     |     |     | 5      |
| Nuoto                 | Nuoto                 |     |     |     |     |     |     |     |     | 1   |     | 3   |     |     | 2   | 4   |     |     |     |     |     |     |     |     |     |     |     |     |     |     | 10     |
| Pentathlon moderno    | Pentathlon moderno    |     |     |     |     |     |     |     |     |     |     |     |     | 1   |     |     |     |     |     |     |     |     |     |     |     |     |     |     |     |     | 1      |
| Pugilato              | Pugilato              |     |     |     |     |     |     |     |     |     | 8   |     |     |     |     |     |     |     |     |     |     |     |     |     |     |     |     |     |     |     | 8      |
| Rugby                 | Rugby                 |     |     |     |     |     |     |     |     |     |     |     |     |     |     |     |     |     |     |     |     |     | 1   |     |     |     |     |     |     |     | 1      |
| Scherma               | Scherma               |     |     | 1   | 1   |     | 1   |     |     | 1   | 1   |     | 1   |     |     |     |     |     |     |     |     |     |     |     |     |     |     |     |     |     | 6      |
| Sollevamento pesi     | Sollevamento pesi     |     |     |     |     |     |     |     |     |     |     |     |     |     |     |     |     | 5   |     |     |     |     |     |     |     |     |     |     |     |     | 5      |
| Tiro alla fune        | Tiro alla fune        |     |     |     |     | 1   |     |     |     |     |     |     |     |     |     |     |     |     |     |     |     |     |     |     |     |     |     |     |     |     | 1      |
| Tuffi                 | Tuffi                 |     |     |     |     |     |     |     |     |     |     | 1   | 1   | 1   | 1   | 1   |     |     |     |     |     |     |     |     |     |     |     |     |     |     | 5      |
| Tennis                | Tennis                |     |     |     |     |     |     |     |     | 1   | 3   |     |     |     |     |     |     |     |     |     |     |     |     |     |     |     |     |     |     |     | 5      |
| Cerimonia di chiusura | Cerimonia di chiusura |     |     |     |     |     |     |     |     |     |     |     |     |     |     |     |     |     |     |     |     |     |     |     |     |     |     |     |     | ●   |        |
| Medaglie              | Medaglie              | 1   | 3   | 4   | 6   | 8   | 8   | 7   | 4   | 2   | 12  | 1   | 2   | 2   | 1   | 5   |     | 5   |     | 1   |     |     | 2   |     |     |     | 1   | 2   | 2   | 2   | 94     |
| Agosto / Settembre    | Agosto / Settembre    | Dom | Lun | Mar | Mer | Gio | Ven | Sab | Dom | Lun | Mar | Mer | Gio | Ven | Sab | Dom | Lun | Mar | Mer | Gio | Ven | Sab | Lun | Mar | Mer | Gio | Ven | Sab | Dom | Lun | Totale |
| Agosto / Settembre    | Agosto / Settembre    | 15  | 16  | 17  | 18  | 19  | 20  | 21  | 22  | 23  | 24  | 25  | 26  | 27  | 28  | 29  | 30  | 31  | 1   | 2   | 3   | 4   | 5   | 6   | 7   | 8   | 9   | 10  | 11  | 12  | Totale |

## Risultati

### Medagliere
Nazione ospitante 
| Pos.   | Paese          | Oro | Argento | Bronzo | Totale |
| ------ | -------------- | --- | ------- | ------ | ------ |
| 1      | Stati Uniti    | 41  | 27      | 27     | 95     |
| 2      | Svezia         | 19  | 20      | 25     | 64     |
| 3      | Gran Bretagna  | 15  | 15      | 13     | 43     |
| 4      | Finlandia      | 15  | 10      | 9      | 34     |
| 5      | Belgio         | 14  | 11      | 11     | 36     |
| 6      | Norvegia       | 13  | 9       | 9      | 31     |
| 7      | Italia         | 13  | 5       | 5      | 23     |
| 8      | Francia        | 9   | 19      | 13     | 41     |
| 9      | Paesi Bassi    | 4   | 2       | 5      | 11     |
| 10     | Danimarca      | 3   | 9       | 1      | 13     |
| 11     | Sudafrica      | 3   | 4       | 3      | 10     |
| 12     | Canada         | 3   | 3       | 3      | 9      |
| 13     | Svizzera       | 2   | 2       | 7      | 11     |
| 14     | Estonia        | 1   | 2       | 0      | 3      |
| 15     | Brasile        | 1   | 1       | 1      | 3      |
| 16     | Australia      | 0   | 2       | 1      | 3      |
| 17     | Giappone       | 0   | 2       | 0      | 2      |
| 17     | Spagna         | 0   | 2       | 0      | 2      |
| 19     | Grecia         | 0   | 1       | 0      | 1      |
| 19     | Lussemburgo    | 0   | 1       | 0      | 1      |
| 21     | Cecoslovacchia | 0   | 0       | 2      | 2      |
| 22     | Nuova Zelanda  | 0   | 0       | 1      | 1      |
| Totale | Totale         | 156 | 147     | 136    | 439    |

### Protagonisti
- Paavo Nurmi (Finlandia, atletica leggera): finnico, vincitore dei 10000 m piani, e dei 10000 m di corsa campestre singola e a squadre diviene uno dei più grandi fondisti di sempre. Le sue vittorie sono ancora più spettacolari e, per quel tempo, innovative, perché egli è il primo a percorrere l'intera distanza con un ritmo costante, che segue una tabella di marcia realizzata dopo tanto duro allenamento.
- Duke Kahanamoku (Stati Uniti, nuoto): il nuotatore di origini hawaiane, otto anni dopo Stoccolma, rivince i 100 metri stile libero, e riesce anche a migliorare di tre secondi il suo record.
- Ugo Frigerio (Italia, atletica leggera): diciottenne di Milano si iscrive all'ultimo momento alla gara dei 10 km di marcia per fare pratica e vince a sorpresa la medaglia d'oro. Egli ripete poi il successo nei 3 km.
- Nedo Nadi (Italia, scherma): lo schermidore conquista 5 medaglie d'oro e viene portato in trionfo dagli stessi avversari.